# Chlorure d'or(I,III)
Le chlorure d'or(I,III) est un composé chimique de formule Au4Cl8. Il s'agit d'un solide noir à valence mixte dans lequel l'or est à deux états d'oxydation différents : l'état +1 quasi linéaire, et l'état +3 plan quadratique. Il doit être manipulé avec précaution car il est à la fois très photosensible, sensible à l'humidité et sensible à l'oxydation par l'air. 
On peut le préparer en faisant réagir du chlorure d'or(III) Au2Cl6 avec du chlorure de carbonyle d'or Au(CO)Cl ou du monoxyde de carbone CO à température ambiante dans le chlorure de thionyle SOCl2.
Au2(CO)Cl4 + Au2Cl6 → COCl2 + Au4Cl8
2 Au2Cl6 + 2 CO → Au4Cl8 + 2 COCl2.
Les cristaux de chlorure d'or(I,III) cristallisent dans le système triclinique avec un groupe d'espace P1 avec des molécules Au2Cl6 ayant une symétrie C2h. Les centres Au(I) sont coordonnés quasi linéairement avec un angle Cl–Au–Cl de 175,0° et une longueur de liaison moyenne de 230 pm. Les centres Au(III) adoptent une conformation plane quadratique avec des liaisons Au–Cl plus longues avec les atomes de chlore liants (233 pm) qu'avec les atomes de chlore terminaux (224 pm).